# 冰盖模型
冰盖模型是采用数值方法模拟冰盖的演变、动力学和热力学过程的气候模型，包括格陵兰冰盖、南极冰盖或北半球末次冰期大冰盖的模拟。它们被用于研究过去冰期-间冰期循环中冰川的作用、预测未来全球变暖条件下冰盖衰变等。

## 历史
对冰盖的研究始于18世纪中叶。自《冰川学杂志》（Journal of Glaciology）创刊以来，物理学家一直在发表有关冰川力学的研究成果。

巴恩斯冰帽

第一个三维冰盖模型被用于巴恩斯冰帽模拟。1988年，首个涵盖冰架、冰盖/冰架过渡、膜应力梯度、冰川床等静力调整、基底滑动的热力学耦合模型诞生，并被用于南极冰盖。该模型的空间分辨率为40公里，并分为10个垂直层。
1990年IPCC第一次评估报告发布时，冰盖并非是气候系统模型的主动组成部分，其演化预测基于全球温度与地表物质平衡之间的关联。到1996年IPCC第二次评估报告发布时，冰盖的二维和三维建模已加入其中。1990年代还涌现出了多种计算模型，并诞生了欧洲冰盖建模计划（European Ice Sheet Modelling Initiative，简称）。EISMINT在1990年代组织了多次国际研讨会，比较了格陵兰冰盖、南极冰盖、冰架、热力机械、基线（grounding line）等多种模型。
首个集成完整斯托克斯动力学一阶近似的冰盖模型于2000年代提出。IPCC第四次评估报告展示了冰盖模型的快速动力响应预测，并提供冰量显著减少的证据。
2016年，耦合模型比对计划第6阶段提出了冰盖模型比对计划”（Ice Sheet Model Intercomparison Project），为与冰盖建模相关的所有变量定义了标准。该计划促进了冰盖模型在数值与物理方法两方面的改进。

## 模型

### 冰流

#### 浅冰近似
浅冰近似（Shallow Ice Approximation，简称）是一种模拟冰流的简单方法，无需求解完整的斯托克斯方程。这一近似方法适用于深宽比较小、滑移很少且冰川床地形简单的冰盖。浅冰近似假设基底剪应力在冰盖运动中占主导地位，没有考虑其他许多受力，可以被视为一种零阶模型。它还假设基底剪应力与冰的重力推动力相互平衡。该方法计算成本较低。

#### 浅冰架近似
浅冰架近似（Shallow Shelf Approximation，简称）是另一种模拟冰流的方法，特别适用于描述浮冰的薄膜型流动或者在基底上滑动的冰流。SSA也称为膜模型（membrane model），类似于流体动力学中的自由膜模型。与浅冰近似相反，浅冰架近似适用于轴向力较强的冰流，而不考虑基底剪应力。该方法也是一种零阶模型。

#### 完整斯托克斯方程
冰是一种粘性流体，因而可以用流体力学中的纳维-斯托克斯方程来描述，这一控制方程考虑到了冰上的所有受力。在流速很低时，纳维-斯托克斯方程可以被简化为斯托克斯方程。其计算成本较高，不易大规模使用，通常只用基线等于特定场景。

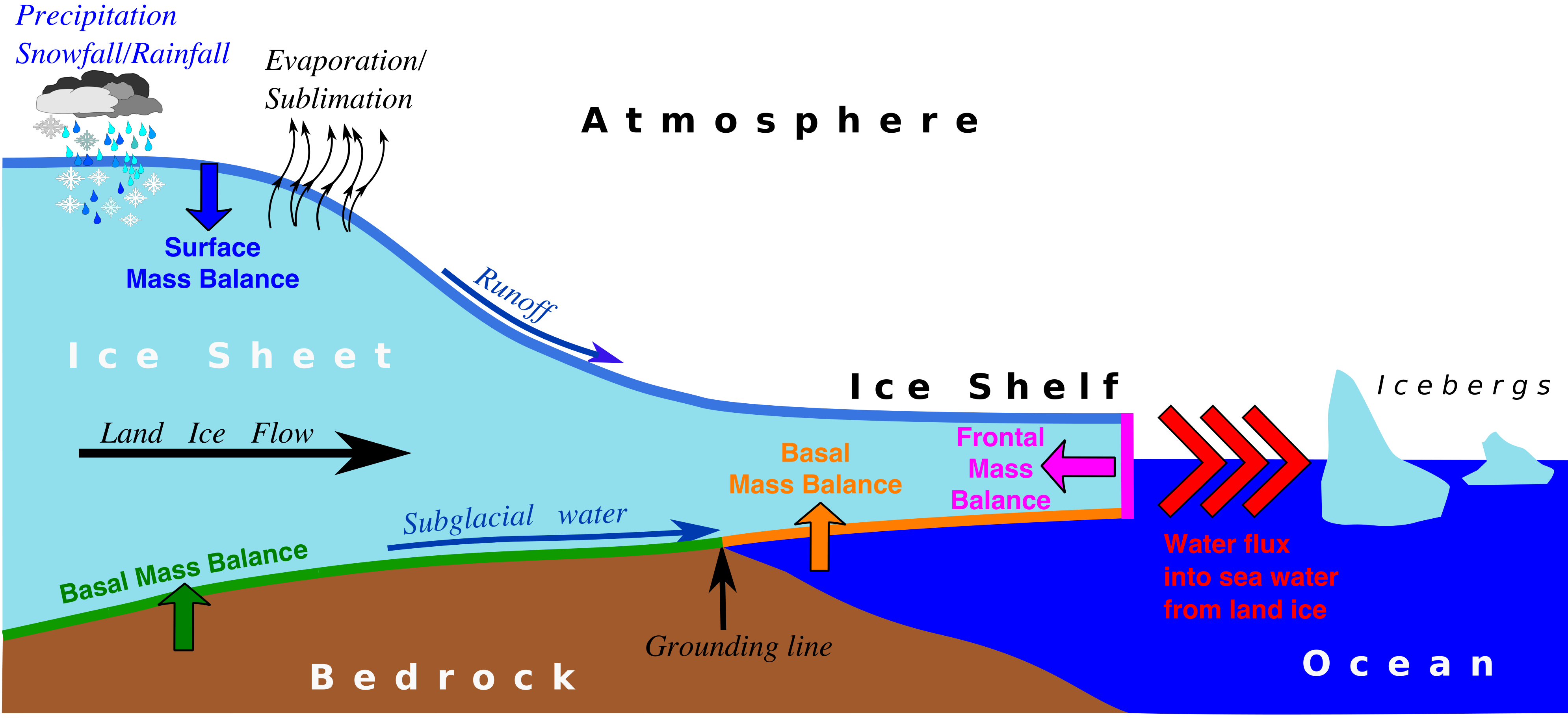
冰盖与冰架示意图

### 与其他气候条件的相互作用
冰盖与周围的大气、海洋和冰下地层相互作用。为了建立全面的冰盖模型，所有这些部分都需要被纳入考虑。
基底条件在决定冰盖行为方面发挥着重要作用。然而基底热状态（冰融化或冻结）和基底地形数据都很难获得。最常用的方法是应用质量守恒约束。
夏季日照是温度变化的主要原因，影响到冰盖的融化速度和质量平衡。例如，冰体体积与夏季日照的依赖关系可以表示为{\displaystyle {d(I) \over d(t)}={1 \over T}(S-I)}，其中I是冰体体积，{\displaystyle {d(I) \over d(t)}}是单位时间内体积的变化率，T是冰盖的响应时间，S是日照信号。
空气温度在冰盖模型中也是必需的，因为它可以反映表面融化率和径流速度。例如，可以用纬度、海拔高度h来估算年平均温度：{\displaystyle T_{aml}=T-c_{1}*max(h,1000)-c_{2}*lat}，其中假设冰架表面温度与海拔1千米处一样寒冷。
降水量与气温直接相关，并取决于冰盖上方和周围的湿度。降水在冰盖融化和堆积过程中也起着重要作用。

### 崩解
崩解是冰盖模型研究的一个活跃领域。潮汐、基底裂缝、与冰山的碰撞、厚度和温度等不同因素都会影响到崩解过程。近年来海洋冰盖不稳定性、海洋冰崖不稳定性等概念的发展促进了对冰盖崩解过程更全面的理解。